# Гилберт и Джордж
Гилберт Прош (англ. Gilbert Proesch; род. 17 сентября 1943, Сан-Мартино-ин-Бадия, Италия) и Джордж Пассмор (англ. George Passmore, род. 8 января 1942, Плимут, Великобритания), вместе известные как Гилберт и Джордж (англ. Gilbert & George) — британские художники-авангардисты, работают в жанре перформанса и фотографии. Прославились благодаря стилю «живой скульптуры» — художники изображали самих себя.

## Жизнь и творчество
Гилберт и Джордж познакомились во время учёбы в художественном колледже Сен-Мартина в Лондоне. С 1968 года жили и работали вместе, создав собственный стиль «живой скульптуры». Вначале они привлекли к себе внимание в жанре перформанса. Самая известная их работа — «Под арками» 1969 года. В этом перформансе Гилберт и Джордж, одетые в строгие костюмы, выкрасив руки и лицо золотой краской, выполняли механические жесты под звуки песенки мюзик-холла. В 1977 году они отказались от перформанса «живой скульптуры», тем не менее по-прежнему считали себя живой скульптурой, рассматривая свою жизнь как произведение искусства. С начала 1970-х их творчество в основном составляют фотографии. Это крупные броские композиции, часто агрессивного или эротического характера, со скатологическими названиями. Гилберт и Джордж стали самыми известными британскими художниками-авангардистами своего поколения. Их произведения объехали весь мир, вызвав большой резонанс. В 1986 году они были удостоены Премии Тёрнера. В 2005 году представляли Великобританию на Венецианской биеннале. Гилберт и Джордж живут и работают в Лондоне.